# حمام پامنار
حمام پامنار مربوط به دوره قاجار است و در تهران، غرب خیابان پامنار، ۲۰۰ متری شمال مسجد پامنار واقع شده و این اثر در تاریخ ۲۲ مرداد ۱۳۸۴ با شمارهٔ ثبت ۱۳۳۵۴ به‌عنوان یکی از آثار ملی ایران به ثبت رسیده است.